# Serifa
Serifa, tout comme son dérivé Glypha, est une police de caractères, appartenant à la catégorie des égyptiennes ou mécanes, conçue par Adrian Frutiger en 1963 et publiée par la fonderie Bauer en 1967 au format plomb. C'est une fonte destinée surtout à la composition des titres.
Selon Frutiger, l'objectif était de « créer une égyptienne qui fasse pendant à l'Univers ». Les premières études sont créées en 1960 avec l'aide d'André Gürtler, alors collaborateur dans l'atelier de Frutiger.

## Commercialisation
Les deux premières séries, maigre et demi-gras, sont commercialisées au format plomb en 1967. À la suite de la liquidation de la fonderie Bauer en 1972, les licences sont reprises par la Fundición Tipográfica Neufville (en), dirigée par Wolfgang Hartmann, qui cède des licences à différentes sociétés actives dans la photocomposition. Au cours des années, des séries sont diffusées par Stempel AG, Linotype, Adobe, Elsner+Flake (en), Scangraphic (en) et URW++.

## Utilisations
Le Serifa a été utilisé pour la signalétique du Royal National Theatre à Londres, qui a été redessinée en 2012 en se basant sur la signalétique des années 1970.

Le Serifa est utilisé pour le logo de la ville de Lausanne conçu en 1999 et utilisé jusqu'en 2018, ainsi que pour les plaques de rue depuis 2005.

Le Serifa en utilisation
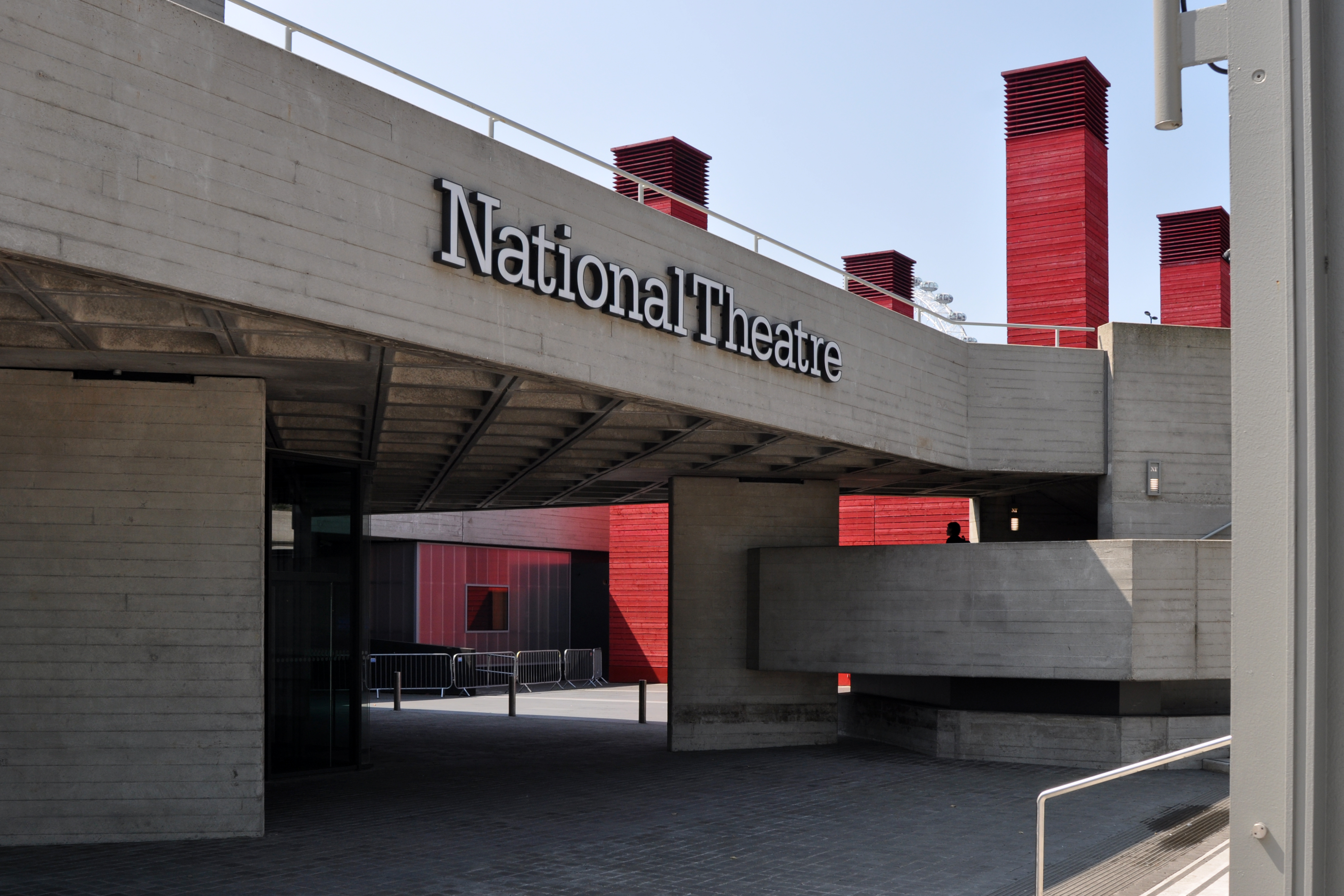
Signalétique du Royal National Theatre de Londres en 2016.
Logo de la ville de Lausanne, 1999.
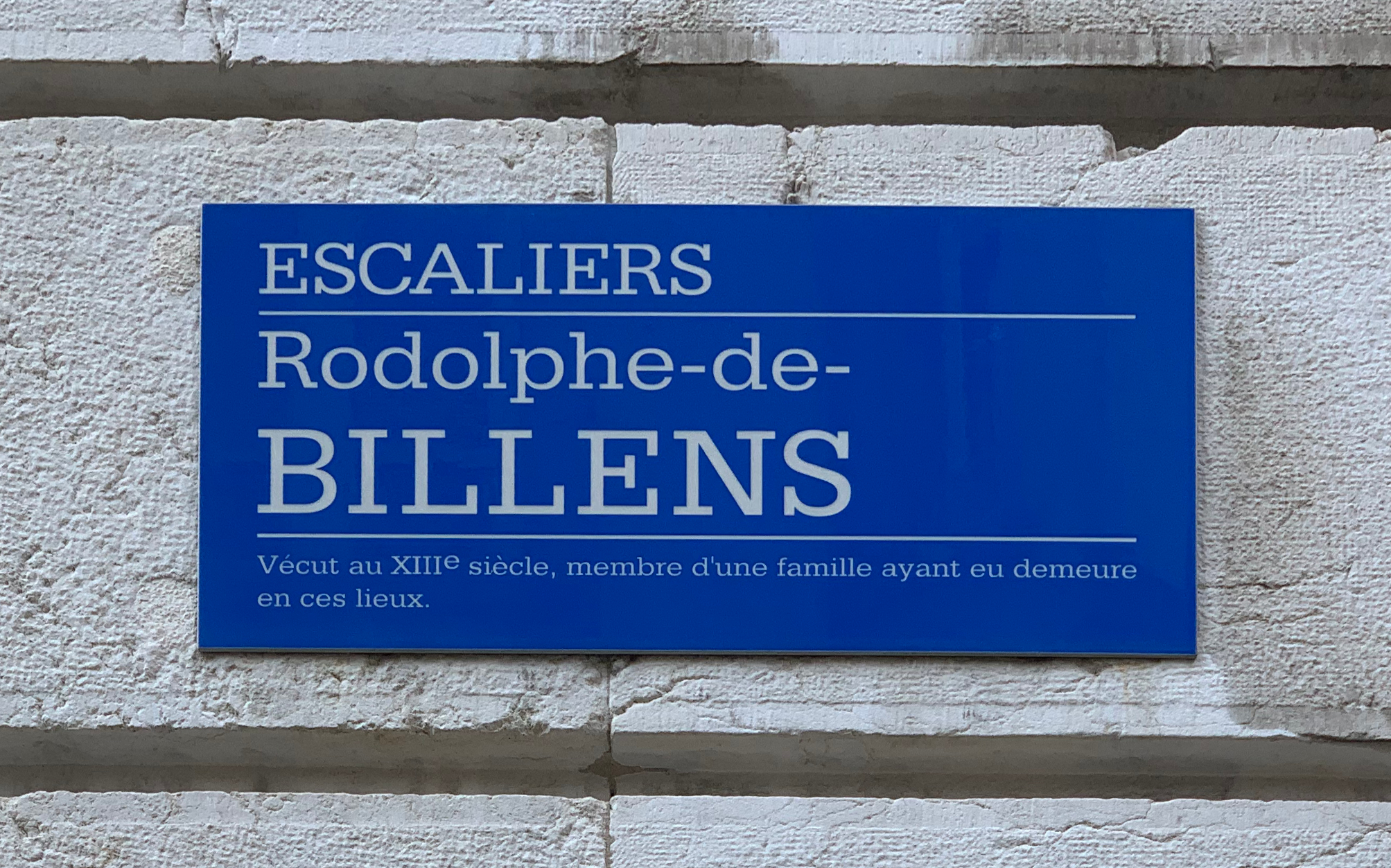
Plaque de rue à Lausanne.

## Glypha
En 1976, plusieurs années après la création du Serifa, Frutiger développe le Glypha, une police dérivée du Serifa « qui chasse moins » (plus condensée) et convient davantage à la lecture continue,. Selon Frutiger, le Glypha est « un caractère technique », qui ne fonctionne que lorsqu'il est utilisé « pour des titres ou des affiches de grande taille ». Comparé à Serifa, Glypha a une plus grande hauteur d'x.
Cette police appartient également à la catégorie des égyptiennes ou mécanes. Elle est publiée par D. Stempel AG en 1980.
La grande similitude entre Glypha et Serifa entraine en 1982 des complications juridiques. Une procédure d'arbitrage a lieu, obligeant D. Stempel AG à payer des droits de licence à Fundición Tipográfica Neufville (en), qui détient la licence du Serifa.

## Sources
- Heidrun Osterer (dir.) et Philipp Stamm (dir.), Adrian Frutiger, caractères. L’œuvre complète, Walter de Gruyter, 2009, 460 p. (ISBN 978-3-0346-0993-7, présentation en ligne).